# ヨハン・グスタフ・ドロイゼン

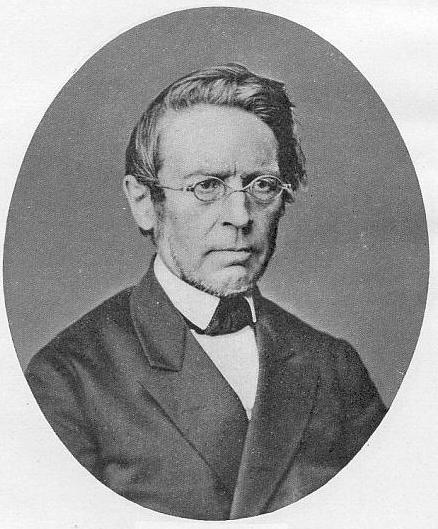
ヨハン・グスタフ・ドロイゼン

ヨハン・グスタフ・ドロイゼン（ドイツ語: Johann Gustav Bernhard Droysen、1808年7月6日 – 1884年6月19日）は、プロイセン王国ポンメルン州トレプトウ生まれ、ドイツの歴史家、政治家。
歴史家として特にギリシャ史を研究し、アレクサンドロス大王以後の時代について「ヘレニズム」を提唱した最初の人物である。また、政治家としてはドイツ三月革命が1848年に起こるとフランクフルト国民議会の議員となり、プロイセンを中心とするドイツ統一を主張してプロイセン学派を牽引した。

## 生涯
ポンメルン州のトレプトー・アン・デア・レーガ（Treptow an der Rega、低地ドイツ語: Treptow an de Rega、現・ポーランド領チェビヤトフ ）に軍隊付属の牧師を父として生まれた。シュテッティンのギムナジウムを卒業後、1826年から3年間、ベルリン大学で、文献学を古典学者アウグスト・ベークに、哲学をゲオルク・ヴィルヘルム・フリードリヒ・ヘーゲルに学んだ。1829年に中等教育の資格を得て、ベルリンのグラウエン僧院付属ギムナジウムの教師となる。3年後『プトレマイオス6世治下のラゴス王国』(Das Lagidenreich unter Ptolemäus VI Philometor) という論文で学位を得る。
1833年ベルリン大学の私講師の職に就き、1835年には員外教授の地位に昇進。1840年にキール大学の招聘に応じて正教授に就任したが、この時期プロイセン王国の強化とドイツ統一という目的のために古典学の研究を放棄し、政論家としての活動に専念した。1851年、オルミュッツ協定によってプロイセンがドイツ統一の企図を放棄した時にイェーナ大学に転職したのをきっかけに歴史学研究に復帰し、1859年にはベルリン大学に招かれ亡くなるまで教授を務めた。
歴史家のグスタフ・ドロイゼン は息子である。

## 史学の特徴
ドロイゼンの青年期は、ハインリヒ・フリードリヒ・フォン・シュタインとカール・アウグスト・ハルデンベルクによるプロイセン改革にあたり、ドイツ国民としての自覚が生まれつつある時代と重なる。その『プロイセン政治史』は、プロイセンがドイツ統一という義務に目覚めることを期して書かれた。祖国プロイセンへの熱烈な愛国心は、ドロイゼンの著作活動に一貫して働いている。
ヘーゲルの「理念が歴史を通じて支配する」という発想をドロイゼンはある程度、継承している。しかしそれ以上に実践や倫理を強調し「かくあらねばならぬ」という理想から歴史を解釈する傾向により、「歴史学におけるフィヒテ」と呼ばれることがある。
ドロイゼンが「歴史学のベーコン」という敬称で呼ぶヴィルヘルム・フンボルトの史的理念説 (Histrische Ideenlehre) では、理念は現実を離れて考察されるものではなく、かえって歴史の現実のうちに探索されるべきものであった。個人の努力や突発的に起こった自由意志による行為をも支配的理念の実現に他ならないというヘーゲルの見方にドロイゼンは与しない。

## 翻訳
- アイスキュロス『悲劇集』Tragödien（1832年）
- アリストファネス『喜劇集』Komödien（1838年）

## 著作
- 『アレクサンドロス大王史』Alexander der Große - Die Biographie (1833)
- 『ヘレニズムの歴史』Geschichte des Hellenismus（全2巻、1836/1843）
- 『解放戦争に関する講義』Vorlesungen über die Freiheitskriege（全2巻、1846）
- 『ヨルク伝』York von Wartenburg - Ein Leben in preußischer Pflichterfüllung (1851)
- 『プロイセン政治史』Geschichte der preußischen Politik (1855 – 1886)

1. Die Gründung (1855)
2. Die territoriale Zeit (1857)
3. Der Staat des Großen Kurfürsten (1865)
4. Zur Geschichte Friedrich I. und Friedrich Wilhelm I. von Preußen (1869)
5. Friedrich der Große (1886)

- 『史学綱要』Grundriss der Historik (1858) …樺俊雄による邦訳あり。昭和12年・刀江書院。
- 『プーフェンドルフ批判』Zur Kritik Pufendorfs (1864)
- 『近世史論集』Abhandlungen zur neueren Geschichte (1876)
- 『古代史小論集』Kleine Schruften zuran tiken Geschichte (1893 – 1894)